# Itombwe-gebergte
Het Itombwe-gebergte (of Itombwe-massief of Itombwe-plateau) is een gebergte in de provincie Zuid-Kivu van de Democratische Republiek Congo. Het gebergte ligt langs de noordwestkust van het Tanganyikameer. In het gebergte liggen veel montane bossen en het gebergte is rijk aan een grote diversiteit van flora en fauna.

## Geografie
Het Itombwe-gebergte is een deel van het Albertine Rift-gebergte, dat de westelijke tak van het Oost-Afrikaanse Rift begrenst. Dit gebergte strekt zich uit van de Rwenzorigebergte in het noorden tot de Marunguhooglanden in het zuiden. Ze bestaan uit opgestuwde Precambriaanse basisgesteenten die hier en daar bedekt zijn met recente vulkanische activiteit. Beide zijn veroorzaakt door de krachten die de Great Rift Valley hebben gecreëerd, waar tektonische spanningen ervoor zorgen dat delen van Oost-Afrika zich afscheiden van het continent. De hoogste top van het Albertine Rift gebergte ligt verder naar het noorden in het Rwenzorigebergte, op 5.100 meter.
De hoogste top in het Itombwe-gebergte is Mount Mohi, met 3.475 meter. Verschillende andere toppen zijn hoger dan 3.000 meter. De bergen dalen scherp in het oosten naar de Ruzizi-vlakte die grenst aan Tanganyikameer. Ze vormen een plateau dat zachter afloopt naar het westen. De Elila ontspringt in de bergen, die bedekt zijn met bos, behalve op de steilste hellingen waar rotsblokken tevoorschijn komen.
De temperaturen variëren van ongeveer 10 °C tot 21 °C, met een gemiddelde temperatuur van ongeveer 16 °C het hele jaar door. Af en toe komt er 's nachts vorst voor. De gemiddelde jaarlijkse neerslag is ongeveer 1.700 mm. Er is een relatief koel, droog seizoen met weinig regen tussen juni en augustus.

## Flora
Het Itombwe-woud in het zuidelijke rift beslaat een enorm gebied dat weinig aandacht heeft gekregen van botanici. Montane bos beslaat ongeveer 650.000 hectare boven 1.500 meter, het grootste blok van dergelijk bos in de regio. Het bos is fragmentarisch op de oostelijke hellingen. In het westen is er een uitzonderlijke opeenvolging van bamboe, montane bossen, grasland en dan nog meer montane bossen met een kroonlaag tot 25 meter die overgaat in laaglandbos.

## Fauna
In de bergen leven bedreigde oostelijke laaglandgorilla's, chimpansees en Afrikaanse bosolifanten. Rudolf Grauer bracht in 1908 drie maanden door in de bergen en verzamelde twaalf gorilla's voor het Weense museum. Bij een onderzoek in 1996 werd geschat dat er minstens 860 gorilla's in het massief leefden. De Grauer-populatie gorilla's in het Itombwe-gebergte en de regio ten noorden en westen is een van de drie gorillapopulaties in Oost-Afrika, de andere zijn de Bwindi- en Virunga-populaties.
Bij het onderzoek zijn zesenvijftig soorten zoogdieren geregistreerd. Een spitsmuissoort die slechts één keer is verzameld, is waarschijnlijk de oudste van alle spitsmuissoorten in Afrika. Het Itombwe-gebergte is het belangrijkste deel van de Albertine Rift Highlands voor het behoud van vogels, met 32 van de 37 endemische vogelsoorten in de hooglanden. Het is het belangrijkste gebied in de regio voor bosvogels in de montane wouden, met 565 geïdentificeerde soorten. Hiervan zijn er 31 endemisch voor het Albertine Rift en drie zijn alleen hier gevonden.

## Bevolking

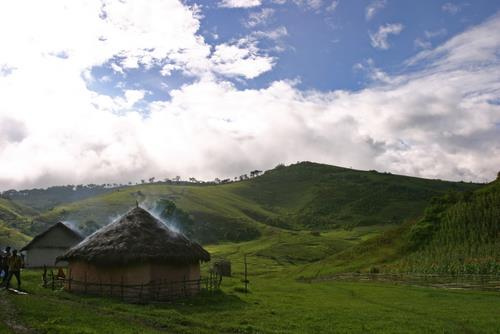
Een Babembedorp op het Itombwe-plateau.

De noordelijke Itombwe-regio wordt bewoond door Banyamulenge, Bafuliiru, Babembe, Banyindu en Bashi mensen, met een bevolkingsdichtheid in 1998 van meer dan 100 mensen per vierkante kilometer. Op de westelijke helling en het hoogplateau van Itombwe is de bevolkingsdichtheid lager, tussen de 10 en 20 mensen per vierkante kilometer. In dit gebied wonen de verwante Balega en Babembe mensen. Banyamulenge (etnische Tutsi's), die vanuit het huidige Rwanda, Burundi en Tanzania zijn gemigreerd, hebben zich vanaf de 19e eeuw in het gebied gevestigd. Het Bavira volk leeft in de Ruzizivlakte en aan de oever van het Tanganyikameer.
Door het conflict van de Tweede Congolese Burgeroorlog (1998-2003) en de daaropvolgende instabiliteit zijn veel ontheemden in de regio terechtgekomen. De regio is het toneel geweest van gevechten tussen verschillende gewapende groepen, wat ernstige humanitaire en milieuproblemen heeft veroorzaakt. NGO's hebben geprobeerd om de lokale gemeenschappen te helpen bij het herstel en de ontwikkeling van duurzame landbouw en praktijken met behoud van het bos. Het grote mijncentrum Kamituga ligt vlakbij de noordwestelijke rand van het bergwoud.

## Beschermingsproblemen
Het gebergte is nog steeds niet beschermd, hoewel er voorstellen zijn gedaan om al het montane bos en twee stukken laaglandbos ten zuiden van de bovenloop van de Elilarivier aan te wijzen als beschermd gebied. In 2010 waren de bergen ontoegankelijk voor toeristen. In sommige gebieden wonen weinig mensen en is het milieu relatief ongestoord. De bevolking rond het bos groeit echter, het bos rond de dorpen wordt gekapt voor landbouw en brandhout, en de hoger gelegen graslanden worden gebruikt om vee te laten grazen. Mijnbouw en jacht zijn andere oorzaken van stress voor het milieu. De grootste zorg van natuurbeschermers is misschien wel dat de bossen, die de grootste en minst gefragmenteerde in de regio zijn, gekapt zullen worden.
De Itombwe-bergen kregen hoge prioriteit voor natuurbehoud tijdens een conferentie van het Wereld Natuur Fonds in Libreville, Gabon in 2000, omdat ze een wereldwijd belangrijk biodiversiteitsgebied zijn voor vogels, zoogdieren en reptielen. Aanvankelijk werd verwacht dat ze onder een beschermingsprogramma voor het Albertine Rift zouden vallen. Tegen 2006 was men het erover eens dat ze moesten worden opgenomen in een specifiek programma voor de DRC. Eind 2006 was het Congolees Instituut voor Natuurbehoud, geholpen door het WNF, erin geslaagd een verklaring van het Congolese Ministerie van Milieu te verkrijgen waarin het Itombwe Nature Reserve werd opgericht. In de verklaring werden de volledig beschermde kernzone, de zones voor gemengd gebruik en de ontwikkelingszones niet gedefinieerd, maar werd de vaststelling van de zonegrenzen overgelaten aan een later proces waarbij de lokale gemeenschappen werden geraadpleegd.
Volgens een boek uit 2011 werd het Itombwe-massief ernstig verwoest. De openbare orde was verstoord. Mensen trokken erheen om gewassen te verbouwen of om goud, diamanten en columbo-tantaliet te delven, dat wordt gebruikt in halfgeleiders en computerchips.